# Sinagoga de Eisenmann

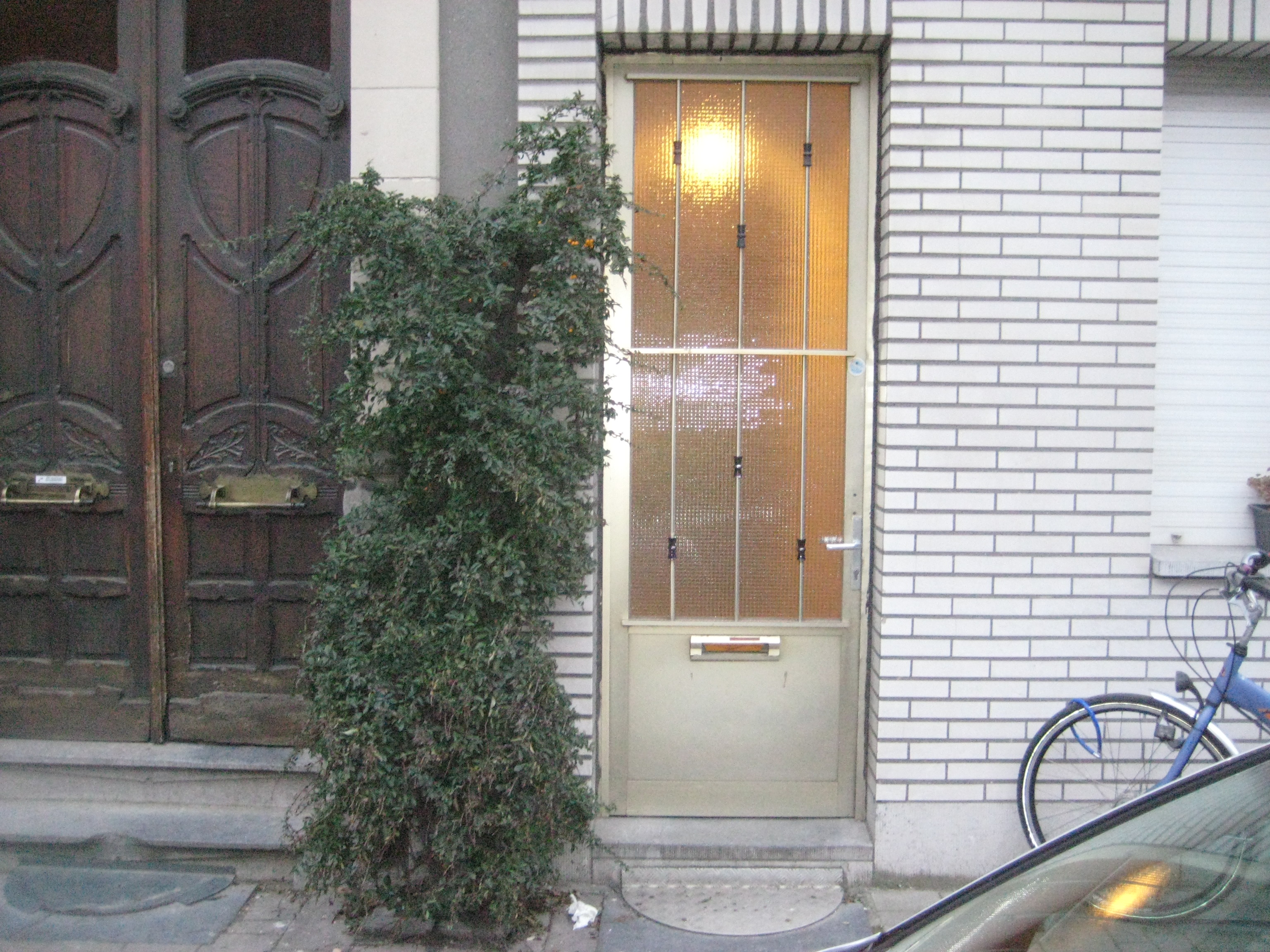
Exterior de la sinagoga

La sinagoga de Eisenmann (en neerlandés: Eisenman Synagoge) es una sinagoga histórica en Amberes, Bélgica, construida por Jacob Eisenmann en 1907. Fue la única sinagoga de Amberes que sobrevivió a la ocupación alemana de Bélgica durante la Segunda Guerra Mundial.
 
Jacob (Jacques) Samuel Eisenmann nació en Frankfurt am Main. En 1884 se trasladó a Amberes, donde estableció una empresa dedicada a la importación de frutas secas y fibras industriales del Congo Belga. Era un hombre de negocios muy exitoso y con fama de haber estado relacionado con rey Leopoldo II.